# Blue Lips
Blue Lips este cel de-al treilea album în studio al interpretei suedeze Tove Lo, acesta a fost publicat la data 17 noiembrie 2017 prin intermediul casei de discuri Island Records. Albumul este format din două capitole, Light Beams și Pitch Black, care descriu în mod colectiv „maximele și minimele și pierderea definitivă a unei relații”. Artista consideră acest album drept a doua jumătate a unui album dublu de două părți, precedat de capitolele Fairy Dust și Fire Fade de la al doilea album de studio, Lady Wood.

## General și Promovare
În interviurile acordate presei pentru susținerea publicării albumului anterior, Lady Wood, Tove Lo a făcut referire la un nou album cu teme asemănătoare cu cele din albumul Lady Wood, programat pentru lansare în anul următor, provizoriu intitulat Lady Wood: Phase II. La începutul anului 2017, cântăreața a pornit în Lady Wood Tour pentru a promova albumul, iar în timpul interviurilor de presă a spus că lucrează la materiale noi care urmează să fie incluse în partea care a fost deja înregistrată în timpul sesiunilor Lady Wood. Piesa „Bitches”, la vremea respectivă intitulată „What I Want for the Night (Bitches)”, a fost anticipată în scurtmetrajul Fairy Dust pe care a fost lansat 31 octombrie 2016, iar o versiune live a fost lansată pe platforma Spotify în noiembrie 2016. O altă piesă intitulată „Struggle”, la vremea respectivă intitulată „The Struggle” a fost dezvăluită în timpul unei emisiuni la Coachella Valley Music and Arts Festival, în aprilie 2017.